# TT Assen 1959
De TT van Assen 1959 was de vierde Grand Prix van het wereldkampioenschap wegrace-seizoen 1959. De races werden verreden op zaterdag 27 juni 1959 op het Circuit van Drenthe vlak bij Assen. In deze Grand Prix startten de 500cc-klasse, de 250cc-klasse, de 125cc-klasse en de zijspanklasse. In Assen werd de wereldtitel in de 500cc-klasse al beslist

## Algemeen
De 350cc-klasse werd in Assen niet verreden. Ze was ten prooi gevallen aan een experiment dat men "Formule 1" noemde en dat veel leek op de eenmalige uitvoering van de 500 Formula One TT en de 350 Formula One TT tijdens de TT van Man. In deze klasse mochten alleen motorfietsen starten waarvan er minstens 25 gebouwd en verkocht waren, waardoor de MV Agusta 500 4C en de MV Agusta 350 4C uitgezonderd waren. Deze Formule 1-race werd gewonnen door Norton-rijder Bob Brown. Alle klassen kenden dezelfde winnaars als tijdens de TT van '58.

## 500cc-klasse
John Surtees had verreweg de beste start en zijn tegenstanders zagen hem aan de finish pas weer terug. Bob Brown kwam bijna twee minuten later over de eindstreep, maar wist wel Remo Venturi achter zich te houden. Dat kwam misschien wel omdat Brown de "Formule 1-race" als extra training had gebruikt. Door vier overwinningen in vier wedstrijden was Surtees al zeker van de 500cc-wereldtitel.
| Pos | Coureur            | Merk      | Tijd      | Punten |
| --- | ------------------ | --------- | --------- | ------ |
| 1   | John Surtees       | MV Agusta | 1:31"20'2 | 8      |
| 2   | Bob Brown          | Norton    | +1"52'4   | 6      |
| 3   | Remo Venturi       | MV Agusta | +2"52'7   | 4      |
| 4   | Dickie Dale        | BMW       | +3"16'7   | 3      |
| 5   | Jim Redman         | Norton    | +1 ronde  | 2      |
| 6   | Ron Miles          | Norton    | +1 ronde  | 1      |
| 7   | Hans-Günther Jäger | BMW       | +2 ronden |        |
| 8   | Anton Elbersen     | BMW       | +3 ronden |        |
| 9   | Geoff Tanner       | Norton    | +4 ronden |        |

| Coureur        | Merk   | Oorzaak |
| -------------- | ------ | ------- |
| Ken Kavanagh   | Norton |         |
| Tom Phillis    | Norton |         |
| Ernst Hiller   | BMW    |         |
| Bob Anderson   | Norton |         |
| Derek Minter   | Norton |         |
| Frank Perris   | Norton |         |
| Alfredo Milani | Gilera |         |
| John Hempleman | Norton |         |
| Gary Hocking   | Norton |         |
| Paddy Driver   | Norton |         |

| Coureur        | Merk      | Oorzaak |
| -------------- | --------- | ------- |
| Alois Huber    | BMW       |         |
| Alistair King  | Norton    |         |
| Bob McIntyre   | Norton    |         |
| Derek Powell   | Matchless |         |
| Geoff Duke     | Norton    |         |
| Mike Hailwood  | Norton    |         |
| Terry Shepherd | Norton    |         |

### Top tien tussenstand 500cc-klasse
| Pos | Coureur                       | Merk      | Ptn |
| --- | ----------------------------- | --------- | --- |
| 1   | John Surtees (wereldkampioen) | MV Agusta | 32  |
| 2   | Remo Venturi                  | MV Agusta | 16  |
| 3   | Bob Brown                     | Norton    | 14  |
| 4   | Alistair King                 | Norton    | 6   |
| 4   | Dickie Dale                   | BMW       | 6   |
| 6   | Gary Hocking                  | Norton    | 4   |
| 7   | Derek Powell                  | Matchless | 3   |
| 7   | Ken Kavanagh                  | Norton    | 3   |
| 9   | Paddy Driver                  | Norton    | 2   |
| 9   | Bob McIntyre                  | Norton    | 2   |
| 9   | Terry Shepherd                | Norton    | 2   |
| 9   | John Hempleman                | Norton    | 2   |
| 9   | Jim Redman                    | Norton    | 2   |

## 250cc-klasse
Tarquinio Provini en Carlo Ubbiali leken de overwinningen in de 250cc-klasse af te wisselen. Dit keer was het de beurt aan Provini om te winnen, slechts 0,1 seconde voor Ubbiali. Derek Minter werd met de Moto Morini 250 GP derde.
| Pos | Coureur           | Merk       | Tijd     | Punten |
| --- | ----------------- | ---------- | -------- | ------ |
| 1   | Tarquinio Provini | MV Agusta  | 59"47'4  | 8      |
| 2   | Carlo Ubbiali     | MV Agusta  | +0'1     | 6      |
| 3   | Derek Minter      | Morini     | +9'9     | 4      |
| 4   | Mike Hailwood     | Mondial    | +15'0    | 3      |
| 5   | Horst Fügner      | MZ         | +1"32'8  | 2      |
| 6   | Ernst Degner      | MZ         | +1"33'2  | 1      |
| 7   | Luigi Taveri      | MZ         | +2"32'0  |        |
| 8   | Werner Musiol     | MZ         | +1 ronde |        |
| 9   | František Šťastný | Jawa       | +1 ronde |        |
| 10  | Horst Kassner     | NSU        | +1 ronde |        |
| 11  | Rudi Thalhammer   | NSU        | +1 ronde |        |
| 12  | Jiří Koštír       | ČZ         | +1 ronde |        |
| 13  | Karl Holthaus     | NSU        | +1 ronde |        |
| 14  | Arthur Wheeler    | Moto Guzzi | +1 ronde |        |
| 15  | Siegfried Lohmann | Adler      | +1 ronde |        |

| Coureur         | Merk   | Reden                       |
| --------------- | ------ | --------------------------- |
| Emilio Mendogni | Morini | getankt met draaiende motor |

| Coureur         | Merk      |
| --------------- | --------- |
| Günter Beer     | Adler     |
| Dave Chadwick   | MV Agusta |
| Dickie Dale     | Benelli   |
| Geoff Duke      | Benelli   |
| Phil Carter     | NSU       |
| Tommy Robb      | GMS       |
| Libero Liberati | Morini    |
| Gary Hocking    | MZ        |

### Top tien tussenstand 250cc-klasse
| Pos | Coureur           | Merk      | Ptn |
| --- | ----------------- | --------- | --- |
| 1   | Carlo Ubbiali     | MV Agusta | 20  |
| 2   | Tarquinio Provini | MV Agusta | 16  |
| 3   | Emilio Mendogni   | Morini    | 6   |
| 3   | Horst Fügner      | MZ        | 6   |
| 5   | Mike Hailwood     | Mondial   | 5   |
| 6   | Dave Chadwick     | MV Agusta | 4   |
| 6   | Derek Minter      | Morini    | 4   |
| 8   | Libero Liberati   | Morini    | 3   |
| 8   | Tommy Robb        | GMS       | 3   |
| 10  | Horst Kassner     | NSU       | 2   |

## 125cc-klasse
Carlo Ubbiali won de 125cc-race in Assen met slechts 1,4 seconde voorsprong op Bruno Spaggiari met zijn Ducati 125 Trialbero. Omdat Tarquinio Provini niet scoorde nam Ubbiali de leiding in de WK-stand over. 
| Pos | Coureur           | Merk      | Tijd      | Punten |
| --- | ----------------- | --------- | --------- | ------ |
| 1   | Carlo Ubbiali     | MV Agusta | 52"25'2   | 8      |
| 2   | Bruno Spaggiari   | Ducati    | +1'4      | 6      |
| 3   | Mike Hailwood     | Ducati    | +28'1     | 4      |
| 4   | Horst Fügner      | MZ        | +1"21'0   | 3      |
| 5   | Derek Minter      | MZ        | +1"24'9   | 2      |
| 6   | Ken Kavanagh      | Ducati    | +3"18'6   | 1      |
| 7   | Alberto Pagani    | Ducati    | +1 ronde  |        |
| 8   | Karl Kronmüller   | Ducati    | +1 ronde  |        |
| 9   | Lennart Hedlund   | Ducati    | +1 ronde  |        |
| 10  | Rolf Amfaldern    | Mondial   | +1 ronde  |        |
| 11  | Bill Webster      | MV Agusta | +1 ronde  |        |
| 12  | Tarquinio Provini | MV Agusta | +2 ronden |        |
| 13  | Henk van Marle    | Ducati    | +2 ronden |        |

| Coureur         | Merk   |
| --------------- | ------ |
| Luigi Taveri    | MZ     |
| Ernst Degner    | MZ     |
| Werner Musiol   | MZ     |
| Arthur Wheeler  | Ducati |
| Francesco Villa | Ducati |
| Naomi Taniguchi | Honda  |
| Gary Hocking    | MZ     |
| Ulf Svensson    | Ducati |

### Top tien tussenstand 125cc-klasse
| Pos | Coureur           | Merk        | Ptn |
| --- | ----------------- | ----------- | --- |
| 1   | Carlo Ubbiali     | MV Agusta   | 18  |
| 2   | Tarquinio Provini | MV Agusta   | 14  |
| 3   | Mike Hailwood     | Ducati      | 12  |
| 4   | Bruno Spaggiari   | Ducati      | 8   |
| 5   | Luigi Taveri      | MZ / Ducati | 6   |
| 5   | Horst Fügner      | MZ          | 6   |
| 7   | Francesco Villa   | Ducati      | 3   |
| 8   | Derek Minter      | MZ          | 2   |
| 9   | Ernst Degner      | MZ          | 1   |
| 9   | Naomi Taniguchi   | Honda       | 1   |
| 9   | Ken Kavanagh      | Ducati      | 1   |

## Zijspanklasse
De strijd aan kop van de zijspanrace ging aanvankelijk tussen de combinaties Florian Camathias/Hilmar Cecco en Walter Schneider/Hans Strauß, maar Schneider viel uit waardoor Pip Harris, die intussen ook een BMW had aangeschaft, tweede werd voor Helmut Fath, die anderhalve minuut achterstand opliep. Camathias/Cecco namen de leiding in de WK-stand over.
| Pos | Coureur            | Bakkenist          | Merk   | Tijd      | Punten |
| --- | ------------------ | ------------------ | ------ | --------- | ------ |
| 1   | Florian Camathias  | Hilmar Cecco       | BMW    | 53"56'2   | 8      |
| 2   | Pip Harris         | Ray Campbell       | BMW    | +6'9      | 6      |
| 3   | Helmut Fath        | Alfred Wohlgemuth  | BMW    | +1"38'1   | 4      |
| 4   | Edgar Strub        | Mick Woollett      | BMW    | +1"38'7   | 3      |
| 5   | Bill Boddice       | Bill Canning       | Norton | +1"50'6   | 2      |
| 6   | Loni Neußner       | Manfred Großbaier  | BMW    | +1 ronde  | 1      |
| 7   | Lindsay Urquart    | Ray Foster         | Norton | +1 ronde  |        |
| 8   | August Rohsiepe    | Arthur Gardyanczik | BMW    | +1 ronde  |        |
| 9   | Peter Woollett     | George Loft        | Norton | +1 ronde  |        |
| 10  | Bošco Šnajder      | Josip Radenic      | BMW    | +1 ronde  |        |
| 11  | Harmen van der Wal | Jan van Gelder     | BMW    | +2 ronden |        |

| Coureur          | Bakkenist   | Merk | Oorzaak |
| ---------------- | ----------- | ---- | ------- |
| Walter Schneider | Hans Strauß | BMW  |         |

| Coureur           | Bakkenist         | Merk    |
| ----------------- | ----------------- | ------- |
| Fritz Scheidegger | Horst Burkhardt   | BMW     |
| Alwin Ritter      | Peter Joss        | BMW     |
| Max Deubel        | Horst Höhler      | BMW     |
| Jo Rogliardo      | Marcel Godillot   | BMW     |
| Joseph Duhem      | Roger Burtin      | BMW     |
| Bill Beevers      | John Chisnell     | BMW     |
| Owen Greenwood    | Terry Fairbrother | Triumph |

### Top tien tussenstand zijspanklasse
| Pos | Coureur           | Bakkenist                      | Merk   | Ptn |
| --- | ----------------- | ------------------------------ | ------ | --- |
| 1   | Florian Camathias | Hilmar Cecco                   | BMW    | 22  |
| 2   | Walter Schneider  | Hans Strauß                    | BMW    | 20  |
| 3   | Fritz Scheidegger | Horst Burkhardt                | BMW    | 14  |
| 4   | Helmut Fath       | Alfred Wohlgemuth              | BMW    | 10  |
| 5   | Edgar Strub       | Jo Siffert en Mick Woollett    | BMW    | 9   |
| 6   | Pip Harris        | Ray Campbell                   | BMW    | 6   |
| 7   | Max Deubel        | Horst Höhler                   | BMW    | 4   |
| 7   | Loni Neußner      | Edwin Blauth en Tony Partridge | BMW    | 4   |
| 9   | Jo Rogliardo      | Marcel Godillot                | BMW    | 2   |
| 9   | Bill Boddice      | Bill Canning                   | Norton | 2   |

1925 · 1926 · 1927 · 1928 · 1929 · 1930 · 1931 · 1932 · 1933 · 1934 · 1935 · 1936 · 1937 · 1938 · 1939 · 1940–1945 · 1946 · 1947 · 1948 · 1949 · 1950 · 1951 · 1952 · 1953 · 1954 · 1955 · 1956 · 1957 · 1958 · 1959 · 1960 · 1961 · 1962 · 1963 · 1964 · 1965 · 1966 · 1967 · 1968 · 1969 · 1970 · 1971 · 1972 · 1973 · 1974 · 1975 · 1976 · 1977 · 1978 · 1979 · 1980 · 1981 · 1982 · 1983 · 1984 · 1985 · 1986 · 1987 · 1988 · 1989 · 1990 · 1991 · 1992 · 1993 · 1994 · 1995 · 1996 · 1997 · 1998 · 1999 · 2000 · 2001 · 2002 · 2003 · 2004 · 2005 · 2006 · 2007 · 2008 · 2009 · 2010 · 2011 · 2012 · 2013 · 2014 · 2015 · 2016 · 2017 · 2018 · 2019 · 2021 · 2022 · 2023 · 2024 · 2025